# 林永青

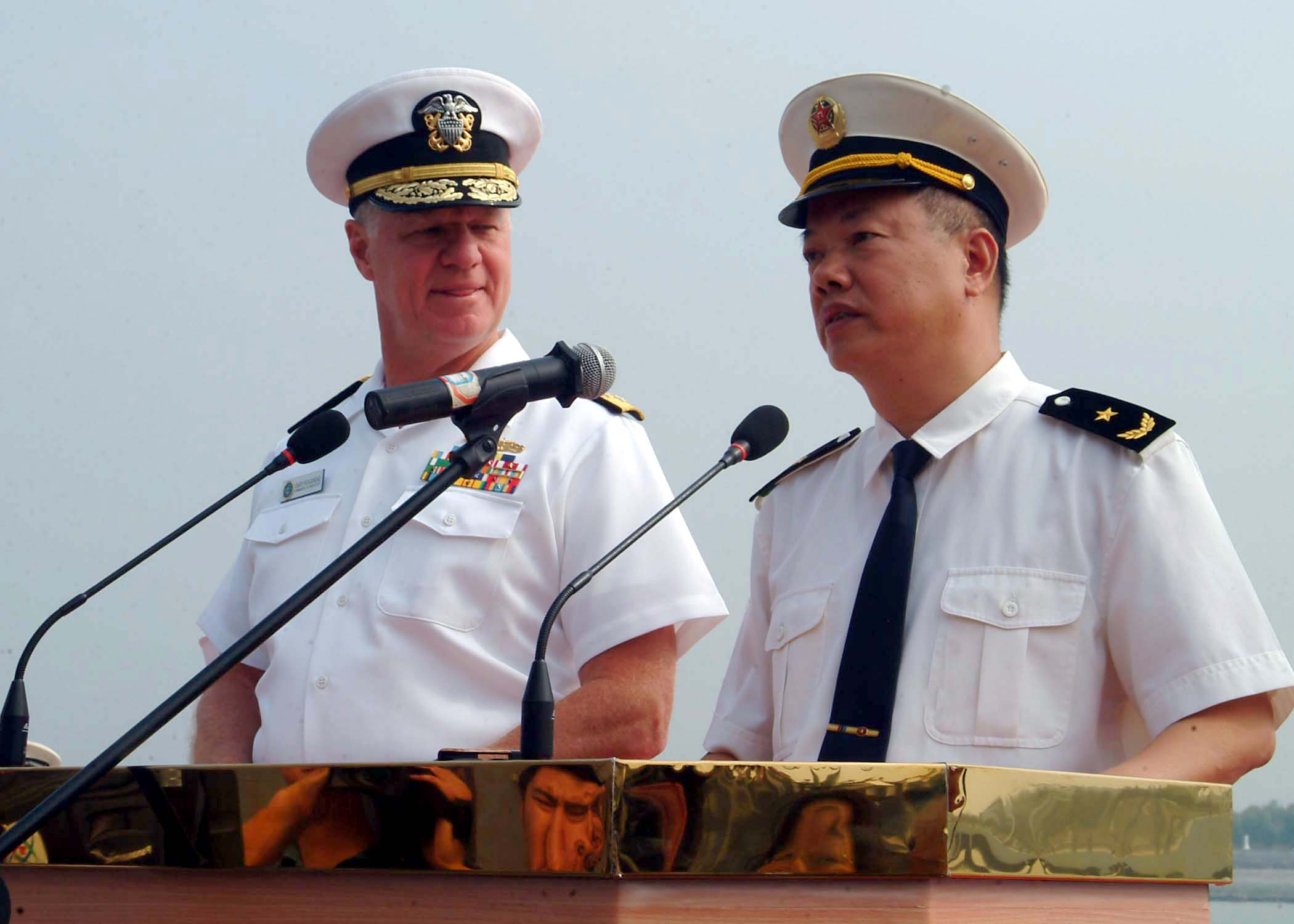
林永青少將（右）與美國海軍作戰部長蓋瑞·拉夫黑德上將（左），2006年11月15日攝於湛江基地

林永青（1951年5月—2011年6月17日），广东省惠来县靖海镇人，中国人民解放军海軍少將。

## 生平
曾任海军湛江基地副司令员、汕头水警区副司令员、广州基地副司令员、榆林基地副司令员、南海舰队副参谋长、第十一届全国人大代表，中國人民解放軍海軍后勤部副部长、部长。2011年去世。